# María Mercedes Maldonado
María Mercedes Maldonado Copello (Cúcuta, 29 de noviembre de 1958) es una política, abogada y académica colombiana. Fue secretaria de Hábitat y Vivienda de 2012 a 2015 durante la alcaldía de Gustavo Petro y designada alcaldesa interina de Bogotá por un breve periodo en 2014.

## Biografía
Maldonado Copello es abogada de la Universidad Externado de Colombiay  profesora e investigadora del Instituto de Estudios Urbanos de la Universidad Nacional de Colombia y lo fue también de la Universidad de los Andes. Ha sido consultora de diferentes entidades públicas en temas urbanísticos: antes de entrar a la Secretaría Distrital de Planeación en 2012, asesoró a la CAR de Cundinamarca en la discusión con el Distrito sobre la revisión del POT. También fue asesora del Departamento Nacional de Planeación y los Departamentos Administrativos de Planeación de Medellín y Bogotá.
En enero de 2012, durante el inicio de la alcaldía de Gustavo Petro en Bogotá, fue nombrada Secretaria de Planeación y meses más tarde pasó a ser Secretaria de Hábitat y Vivienda. El 21 de abril de 2014 fue nombrada por el presidente Juan Manuel Santos como alcaldesa encargada de Bogotá para reemplazar a Petro, quien había sido destituido; sin embargo dos días después fue removida de su cargo por la restitución de Petro en el mismo.
En 2015 fue precandidata del Movimiento Progresistas a la Alcaldía de Bogotá, pero renunció a su aspiración para adherirse a la campaña de Clara López Obregón.
Apoyó a Gustavo Petro en su aspiración presidencial de 2018 y se le consideraba una de las personas más cercanas a este, pero debido a diferencias en el maejo que el movimiento Colombia Humana dio al caso de las acusaciones al exconcejal Hollman Morris por supuesto maltrato a su exesposa, Maldonado se distanció de Petro y renunció al partido en 2020.